# Ольшанська Євдокія Миронівна
Євдокія Миронівна Ольшанська (ім'я при народженні — Діся Меєрівна Зайденварг; (22 травня 1929 , Київ  — 19 жовтня 2003 , Київ ) — українська поетеса, перекладачка, есеїстка, мемуаристка, літературознавець, «найбільший ахматознавець». Лауреатка Державної літературної премії України імені Миколи Ушакова (2003). Перекладала вірші українських поетів. Її вірші були перекладені англійською, німецькою, українською, чеченською мовами. Творець меморіального кабінету Анни Ахматової у Центральному державному архіві-музеї літератури та мистецтва України.

## Біографія
Євдокія Миронівна Ольшанська народилася 22 травня 1929 року у Києві. 1952 року закінчила Київський педагогічний інститут (філологічний факультет). З 1999 року — член Національної спілки письменників України.
2003 року віддала свою колекцію, яку збирала все життя, що включала декілька тисяч одиниць зберігання та створила меморіальний кабінет Анни Ахматової у Центральному державному архіві-музеї літератури та мистецтва України.
Померла 19 жовтня 2003 року на 75-у році життя в Києві.

## Публікації
- Ольшанская Е. «Диалог» (1970);
- Ольшанская Е. «Сиреневый час» (1991, предисловие А. А. Тарковского);
- Ольшанская Е. «Причастность» (1994);
- Ольшанская Е. Серебряный век. — Киев: Киевский молодежный центр «Поезия», 1994. — 296 с.;
- Ольшанская Е. Поэзии родные имена: воспоминания, стихи, письма. — Киев: Мебиус-КБ, 1995. — 309 с.;
- Ольшанская Е. Мелодия осени: стихотворения. — Киев: 1997. — 72 с.;
- Ольшанская Е. «Мелодии осени» (1997);
- Ольшанская Е. «Свет издалека» (1999);
- Ольшанская Е. «Венок Анне Ахматовой» (1999);
- Ольшанская Е. «Мгновения» (2002);
- Ольшанская Е. Поздняя заря. — Киев, 2003. — 164 с.
- Печаталась в журналах: «Ренессанс», «Новый журнал», «Крещатик», «Встреча», «Сталкер».